# Arenaria kumaonensis
Arenaria kumaonensis là loài thực vật có hoa thuộc họ Cẩm chướng. Loài này được Maxim. mô tả khoa học đầu tiên năm 1889.